# Вереітинов Дмитро Юрійович
Дмитро Юрійович Вереітінов (10 січня 1983 , Харків ) — український плавець вільним стилем, учасник Олімпійських ігор 2004 року, рекордсмен України.

## Життєпис
У 2004 році на чемпіонаті Європи у Мадриді показав результат 1:52.55 на дистанції 200 метрів вільним стилем, що дозволило йому кваліфікуватися на Олімпійські ігри у Афінах. 
На Олімпійських іграх, у попередніх запливах, він встановив особистий рекорд — 1:51.38, але у підсумку посів 27-ме місце та не зумів кваліфікуватися у півфінали. Разом із Сергієм Фесенко, Сергієм Адвеною та Миксимом Кокошою взяв участь в естафеті 4 × 200 метрів вільним стилем. Вереітинов виступив на третьому етапі, оказавши час 1:50.34. У підсумку збірна України посіла 6-те місце у своєму запливі та загальне 12-те місце.
У 2005 році, на чемпіонаті світу, разом із Сергієм Фесенко, Сергієм Адвеною та Миксимом Кокошою встановили новий рекорд України в естафеті 4 × 200 метрів вільним стилем.

## Результати
| Рік  | Змагання         | Місце проведення | 200 м вільним стилем | 200 м вільним стилем | 4 × 200 м вільним стилем | 4 × 200 м вільним стилем |
| Рік  | Змагання         | Місце проведення | Час                  | Місце                | Час                      | Місце                    |
| ---- | ---------------- | ---------------- | -------------------- | -------------------- | ------------------------ | ------------------------ |
| 2003 | Чемпіонат світу  | Фукуока, Японія  |                      |                      | 7:25.53                  | 11                       |
| 2004 | Олімпійські ігри | Афіни, Греція    | 1:51.38              | 27                   | 7:24.13 (1:50.34)        | 12                       |
| 2005 | Чемпіонат світу  | Монреаль, Канада | 1:51.55              | 35                   | 7:21.42 (1:51.27)        | 10                       |